# Rorup Sogn
Rorup Sogn 
ist eine Kirchspielsgemeinde (dän.: Sogn)
auf der Insel Sjælland im südlichen Dänemark.
Bis 1970 gehörte sie zur Harde Ramsø Herred im damaligen Københavns Amt (bis 1808: Roskilde Amt), danach zur Ramsø Kommune im „neuen“ Roskilde Amt, die im Zuge der  Kommunalreform zum 1. Januar 2007 in der Lejre Kommune in der Region Sjælland aufgegangen ist.
Im Kirchspiel leben 1891 Einwohner (Stand: 1. Januar 2023).
Im Kirchspiel liegt die Kirche „Rorup Kirke“.
Nachbargemeinden sind  im Südwesten Osted Sogn, im Nordwesten Allerslev Sogn und im Nordosten Glim Sogn, ferner in der östlich gelegenen Roskilde Kommune Dåstrup Sogn.